# 辽阳城墙
辽阳城墙，位于中国辽宁省辽阳市白塔区、文圣区，现仅余部分明代城墙与角楼遗迹。2014年辽阳城墙遗址被列入辽宁省文物保护单位。

## 历史
辽神册四年（919年）二月，筑天福城，设8城门，分别为：东曰迎阳，东南曰韶阳，南曰龙原，西南曰显德，西曰大顺，西北曰大辽，北曰怀远，东北曰安远。
明洪武五年（1372年），改土墙为砖墙，设六城门，南为安定、太和，东南为平夷，东北为广顺，西为肃清，北为镇远。洪武十二年（1379年），在城北新筑一土城；永乐十四年（1416年），北城改为砖城。北城共有3门，东为永智，北为无敌，西为武靖。
清代，北城略有缩小，后又废北城；清乾隆四十二年（1777年），重修辽阳城。
第二次国共内战期间，辽阳城墙严重受损。之后大部分被陆续拆除。现有部分城墙和角楼遗存。